# James Albery
James Albery (Londres, 4 de maio de 1838 — 15 de agosto de 1889) foi um dramaturgo inglês.

## Biografia
Ao sair da escola Albery foi trabalhar no escritório de um arquiteto, e começou a escrever peças teatrais. Sua farsa A Pretty Piece of Chiselling foi representada pela primeira vez pelo Clube Ingoldsby em 1864. Depois de alguns fracassos, sua adaptação, Dr Davy, foi apresentada no Lyceum Theatre, em Londres (1866). Sua peça de maior sucesso, Two Roses, uma comédia, foi apresentada no Vaudeville Theatre em 1870. Com ela, Sir Henry Irving conseguiu um de seus primeiros sucessos em Londres, no papel de Digby Grant. A produção teve cerca de trezentas apresentações.
Albery foi autor de um grande número de outras peças e adaptações, incluindo Coquettes (1870); Pickwick, um drama em quatro atos (baseado no livro The Pickwick Papers (1871), do escritor Charles Dickens; Pink Dominos (1877), uma farsa de enorme sucesso, com cerca de  555 apresentações, foi uma de uma série de adaptações do francês, feita para ser apresentada no Criterion Theatre, onde sua esposa, a atriz Mary Moore (que após a sua morte tornou-se senhora Charles Wyndham (1861-1931), interpretou os papéis principais; Jingle (uma versão da farsa Pickwick), produzida no Lyceum em 1878; e Oriana (com música de Frederic Clay).
Sua opereta de um ato, The Spectre Knight, com música de Alfred Cellier, foi apresentada como um complemento para a ópera cômica The Sorcerer de Gilbert e Sullivan, e depois para a H.M.S. Pinafore no Opera Comique, em 1878 e em turnê. Escreveu também a farsa Brighton (1888) entre outras muitas peças teatrais. Albery também escreveu um livro chamado Where's the Cat?, em 1880.
Bronson Albery (1881-1971), um diretor de teatro, era filho de Albery com Mary Moore. James Albery escreveu o epitáfio para si mesmo: "Ele dormiu sob a lua/Ele expôs-se ao sol;/Ele viveu uma vida de sonhos,/E morreu sem ter feito nada".